# Улица Кирова (Торжок)
Улица Ки́рова — улица в историческом центре Торжка. Проходит на север от площади 9 Января до Пионерского переулка. Пересекает 3-й переулок Кирова, примыкают 2-й и 4-й переулки Кирова. Частично сохраняет историческую застройку XVIII—XIX вв.

## История
До Октябрьской революции на месте современной улицы Кирова были продолжавшие друг друга Мироносицкая, Ивановская и Троицкая улицы. Мироносицкая улица, начинавшаяся от Торговой площади, сохраняла название Мироносицкой церкви, разобранной в начале XIX века (в конце XIX века на её месте разместился пивоваренный завод Каттербаха, от которого сохранились только руины). Ивановская улица проходила от Мироносицкой до Ивановской церкви, по которой называлась (церковь была известна с 1625 года, в 1685 году отстроена в камне, в 1930—1931 гг. закрыта и позднее снесена). Троицкая улица продолжалась далее до Троицкой церкви (Ближней Троицы), также снесённой в советское время.
В марте 1918 года три улицы были переименованы в Музейную улицу. Название было связано с размещением в доме № 3, бывшем доме купца Смолина, художественного музея, коллекция которого была собрана из изъятых у купцов и помещиков ценностей. В феврале 1934 года музей переведён в бывшую Успенскую церковь, а улица в 1935 году переименована в честь незадолго до того убитого С. М. Кирова.

## Примечательные здания и сооружения
По нечётной стороне
- № 3 — дом Смолина, кoн. XVIII — нaч. XIX вв., объект культурного наследия федерального значения.
- № 5 — жилой дом, 1-я пoл. XIX вв., объект культурного наследия федерального значения.
- № 7 — жилой дом, кoн. XVIII — нaч. XIX вв., выявленный объект культурного наследия.

По чётной стороне
- № 2 — жилой дом, кoн. XVIII — нaч. XIX вв., объект культурного наследия федерального значения.
- № 4 — жилой дом, 2-я пoл. XVIII — 1-я пoл. XIX вв., выявленный объект культурного наследия.
- № 6 — жилой дом, 2-я пол. XVIII — 1-я пoл. XIX вв., объект культурного наследия федерального значения.
- № 8 — пивоваренный завод Каттербаха, 2-я пол. XVIII — 1-я пoл. XIX вв., выявленный объект культурного наследия.